# Victoria Ground
Der Victoria Ground war ein Fußballstadion in der englischen Stadt Stoke-on-Trent, Grafschaft Staffordshire. Der Fußballverein Stoke City spielte im Stadion von 1878 an insgesamt 119 Jahre lang, ehe die Potters 1997 in das Britannia Stadium übersiedelten. 

## Geschichte
Am 27. März 1878 fand das erste Spiel von Stoke City im Victoria Ground statt. Die Partie gegen Talke Rangers endete mit einem 1:0-Sieg der Heimmannschaft. Das Stadion war als einer der größten Hexenkessel Englands bekannt. Durch die Bauweise war die Lautstärke innerhalb der Tribünen fast ohrenbetäubend. Der Victoria Ground war auch Heimstätte der Naughty 40, eine der bekanntesten Hooligan-Gruppierungen Englands. 
Mit seiner guten Verkehrsanbindung und perfekten Parkplatzsituation war das Stadion auch bei Fans der Auswärtsmannschaften beliebt. Am 4. Mai 1997 wurde das letzte Pflichtspiel im Victoria Ground ausgetragen. Danach wurde das Stadion abgerissen. Seit heute (zehn Jahre danach) wurde das Grundstück, auf dem das Stadion stand, noch nicht umgebaut.
Der offizielle Stadionrekord an Besuchern war am 29. März 1937 beim Spiel Stoke City gegen FC Arsenal mit einer Zuschauerzahl von 51.380. Beim Freundschaftsspiel zum hundertjährigen Bestehen von Stoke City im Jahr 1963 kamen beim Spiel zwischen Stoke City und Real Madrid circa 56.000 Zuseher. Zum Schluss bot es noch ungefähr 22.500 Plätze.